# Selección juvenil de rugby de Curazao
La selección juvenil de rugby de Curazao es el equipo nacional de rugby regulada por la Curaçao Rugby Federation.

## Reseña histórica
Desde 2019, participa anualmente del torneo juvenil organizado por el ente regional de América del Norte y el Caribe, la categoría del certamen es M19, en su primera participación obtuvo el último puesto, perdiendo sus 4 encuentros.

## Participación en copas

### Campeonato MundialM20
- No ha clasificado

### Trofeo MundialM20
- No ha clasificado

#### RAN M19
- 2006 al 2018: No participó
- RAN M19 2019: 8° puesto (último)